# Micropanchax loati
Micropanchax loati, es una especie de pez actinopeterigio de agua dulce, de la familia de los poecílidos. Peces de pequeño tamaño con una  longitud máxima descrita de solo 4 cm; es pescado y se comercializan para acuariofilia, difíciles de mantener en acuario.

## Distribución y hábitat
Se distribuye por ríos del norte y este de África: en el drenaje del Nilo Blanco en Sudán, en el delta del Nilo en Egipto, drenaje del Nilo y del Lago Victoria en Uganda, ríos de la cuenca fluvial del lago Victoria, los ríos Malagarazi y Wembere en Tanzania. Habita los pequeños cuerpos de agua y partes de tierra poco profundas de cuerpos de agua más grandes, pantanos, zanjas de riego, arroyos y pequeños ríos. No es un pez estacional. Los huevos se desarrollan en aproximadamente 14 días en cautividad y los jóvenes alcanzan la madurez sexual a los 7-8 meses de edad.